# 白树
白树（学名：Suregada glomerulata）为大戟科白树属下的一个种。分布于中国广东南部、海南、广西南部和云南南部3亚洲东南部各国、澳大利亚北部：等地的灌木丛中。

## 扩展阅读
- 維基物種上的相關：白树